# Rotherham Town F.C.
Rotherham Town Football Club – angielski klub piłkarski z siedzibą w Rotherham.

## Historia
Klub istniał w latach 1878–1896. W swojej historii rywalizował przez trzy sezony w rozgrywkach Division Two.
W 1899 powstał nowy klub o nazwie Rotherham Town F.C., który w 1925 połączył się z Rotherham County, tworząc Rotherham United.

### Historia występów w Division Two
| Sezon   | Liga         | Miejsce |
| ------- | ------------ | ------- |
| 1893/94 | Division Two | 14.     |
| 1894/95 | Division Two | 12.     |
| 1895/96 | Division Two | 15.     |

## Reprezentanci kraju grający w klubie
| - Tom Porteous - Harry Thickitt |